# 穗东街道
穗东街道，是中华人民共和国广东省广州市黄埔区下辖的一个乡镇级行政单位。

## 行政区划
穗东街道下辖以下地区：
南石市社区、庙头社区、南基社区和夏园社区。

## 交通

### 地铁
- █5号线：庙头站、夏园站
- █13号线：南海神庙站、夏园站